# Faustrecht
Faustrecht (lat. Jus manuarĭum), auch Fehderecht war das alte germanische Recht eines Freien, sich für jede vorsätzliche Verletzung an Person, Eigentum und Ehre Genugtuung mit Gewalt zu verschaffen, wenn er sich den Gerichten nicht unterwerfen wollte. Im Mittelalter bedeutet es, ein vermeintliches Recht „auf eigene Faust“, d. h. ohne vorherigen Richterspruch, mit Waffengewalt durchzusetzen. Mangels einer allgemein anerkannten und reichsweit zuständigen staatlichen Gerichtsbarkeit nahm insbesondere der Adel dieses Recht für sich in Anspruch und trug Streitigkeiten im Wege der Fehde aus.
Im Spätmittelalter entwickelte sich das Fehderecht zu einer im Verhältnis zum gerichtlichen Rechtsschutz nur noch subsidiär erlaubten Selbsthilfe. Es wurde durch bestimmte Förmlichkeiten wie die besondere vorherige Ankündigung sowie das Verbot der Fehde an bestimmten Wochentagen und gegenüber bestimmten Personen weiter eingeschränkt. Der Klagspiegel als wichtigstes Rechtsbuch des ausgehenden Mittelalters (um 1436) verpönte jegliche Form des Faustrechts auf das Schärfste.
Nach dem Verbot des Fehderechts im Ewigen Landfrieden und Errichtung des Reichskammergerichts 1495 war das Faustrecht eine gebräuchliche Bezeichnung für die unter Verstoß gegen dieses Verbot ausgeübte Fehde durch Raubzüge. In seiner Novelle Michael Kohlhaas thematisiert Heinrich von Kleist die Problematik, das Faustrecht zivilisatorisch zu überwinden.
In heutigen Rechtsstaaten gilt das Gewaltmonopol des Staates. Das Faustrecht bezeichnet dort umgangssprachlich eine Form der Selbstjustiz unter Missachtung der staatlichen Gerichtsbarkeit.
Zum Schutz der öffentlichen Sicherheit und Ächtung organisierter nichtstaatlicher Gewalt zur Durchsetzung vermeintlicher Rechte steht der Landfriedensbruch gem. § 125, § 125a StGB, § 274 des öStGB und Art. 260 des Schweizerischen StGB unter Strafe.